# Gentiana yakumontana
Gentiana yakumontana är en gentianaväxtart som beskrevs av Masamune. Gentiana yakumontana ingår i släktet gentianor, och familjen gentianaväxter. Inga underarter finns listade i Catalogue of Life.